# 炮製
炮製（ほうせい）とは、漢方薬の製剤過程において、薬剤から不要な成分を除いて有効成分を抽出する便宜のため、あるいはその毒性の軽減などを目的として一定の加工調整を行うこと。

## 概要
古代中国において、複数の生薬を陶缶の中に入れて水や酒などを加えて煮沸することで生薬を熟薬に変えて複味薬としての性格を有した湯液（湯薬）を作る技術が発生した。『史記』や『漢書』などでは、殷の料理人で後に政治家となった伊尹が、料理の技術をもって湯液を作る技術を発明したと伝えている。これが炮製の最も古い形態の1つであったと考えられている。その後に書かれた『黄帝内経』や『神農本草経』といった医学書・本草書にも炮製のための様々な方法が取り上げられている。
後漢の張機が書いた『傷寒雑病論』は、炮製についての記述を重視している。同書では、その具体的な方法として「炮」（強火で炒り膨張させる）、「炙」（炒りながら酒や蜜などの媒液を染み込ませる）、「熬」（炒りながら水分を乾燥させる）、「煮」（水を加えて煮沸する）、「酒洗」（酒で洗う）、「去腥」（生臭さを除去する）、「去鹹」（塩辛さを除去する）、「去節」（節を除去する）、「去心」（芯を除く）、「去滑涎」（ぬめりを除去する）、「去皮尖」（表皮の突起を除去する）、「去蘆頭」（根や茎を除去する）、「去皮」（皮を除去する）、「擘」（引き裂く）、「碎」（細かく砕く）、「切」（切り刻む）、「水漬」（少量の水を染み込ませる）、「焼存性」（表面を焦がす）などの方法が記されている。また、薬剤の性格によって煮る液体を酒や蜜、酢、井戸水などに変えたり、煮るために薬材を入れる順番の前後や布に包んだり、事前に水に浸すなどの処置を施す必要性があることを指摘している。病状とその性格に応じて湯液を用いるか丸剤や散剤を用いるかで違うことを述べている。
続いて、南朝宋の雷斅が炮製を扱った専著である『雷公炮炙論』を著した。彼は薬材の性格と煮熬・炮炙・修治（事前処理）を密接に関連付けて体系化したほか、新たな方法として「炒」（生薬を撹拌しながら炒める）、「煨」（薬剤が入っている湿られた紙袋を灰の中で熱して蒸す）、「煅」（薬材を火中にいれて脆くする）、「飛」（粉末を水中に沈めて、比重の重い不純物を取り除く）、「度」（薬材を切断して、適切な長さにする）、「鎊」（硬い薬材を削って不純物を除くとともに搗きやすくする）、「伏」（薬材を水につけて密封して柔らかくする）、「摋」（薬材を細かく砕く）、「㬠（曬）」（薬材の天日干し）、「曝」（薬材を強い天日で急激に乾燥させる）などを紹介した。他にも浸したり煮たりする液体としては水以外にも塩水・漿水・米泔水・酒・酢・甘草水・烏頭など用途に応じて使い分け、炙る前に蜂蜜や酥・猪脂・黄精などを付けると別の効果を発揮するとしている。更に水だけではなく、酒や黄精で蒸す方法なども紹介した。
宋に入ると、技術の進歩によって醋焠（鉱物系の薬材に対して加熱と酢浸を繰り返す）などの新たな方法も生み出され、従来の分野でも技術革新が進んだ。
明の天啓2年（1622年）に繆希雍が出した『炮炙大法』を著し、雷斅の説を元にしながら17の方法（炮・爁・煿・炙・煨・炒・煅・煉・製・度・飛・伏・鎊・摋・㬠・曝・露）に整理した。これを「炮製十七条」と呼んだ。この考え方は後世にも大きな影響を与えた。